# Fakulta strojní Západočeské univerzity

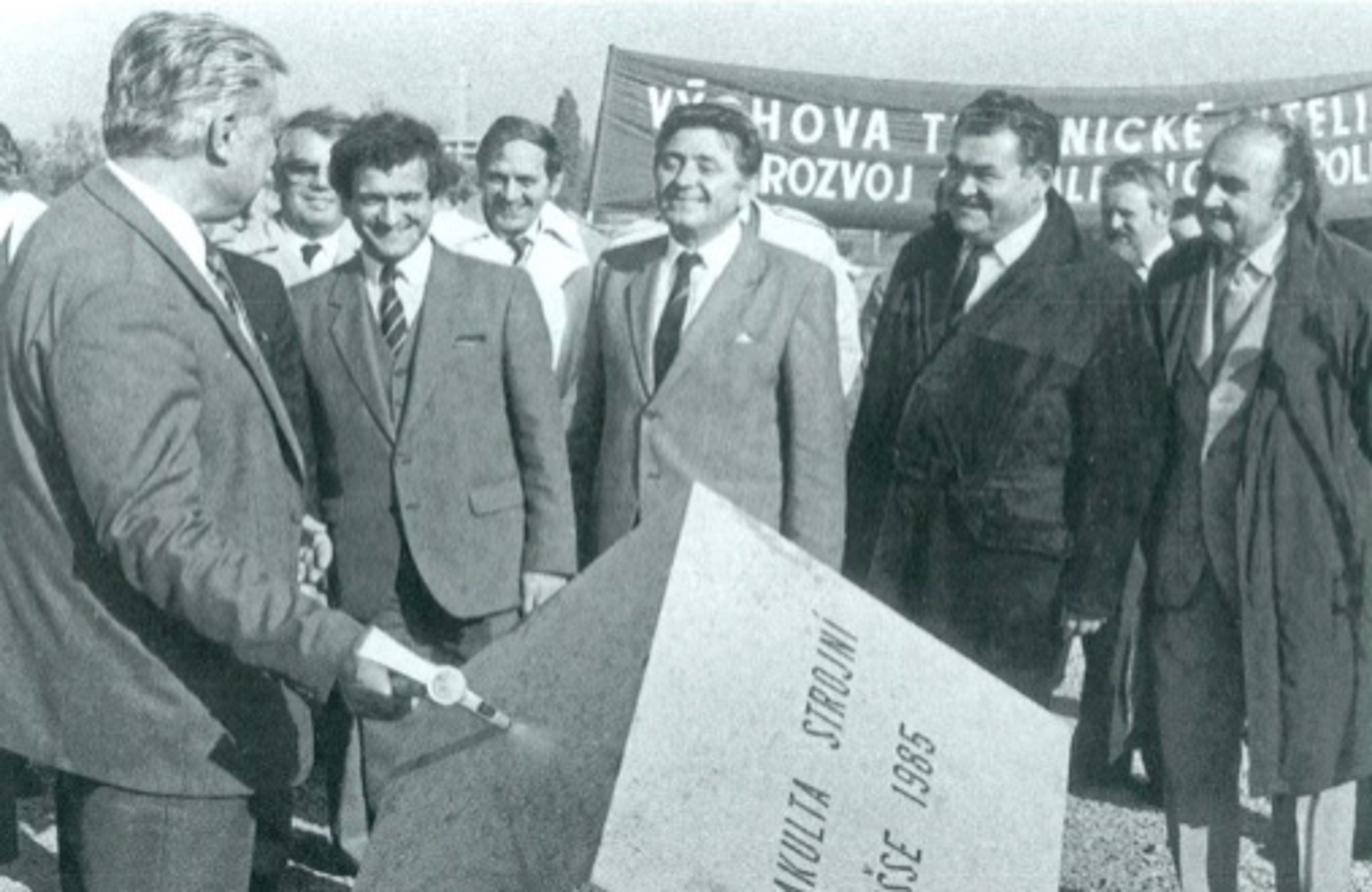
Položení základního kamene budovy Fakulty strojní v Plzni

Fakulta strojní (zkráceně FST) je jednou z devíti fakult Západočeské univerzity v Plzni a patří k nejstarším fakultám plzeňských vysokých škol.

## Historie
V roce 1949 byla zřízena Vysoká škola strojní a elektrotechnická v Plzni, která byla součástí pražského Českého vysokého učení technického. Roku 1953 se tato vysoká škola od ČVUT oddělila. V roce 1960 byla rozdělena na Fakultu strojní a Fakultu elektrotechnickou.
V roce 1991 sloučením Vysoké školy strojní a elektrotechnické a samostatné Pedagogické fakulty v Plzni vznikla Západočeská univerzita v Plzni. V roce 1993 byl dokončen nový univerzitní areál v městské části Bory, kam se fakulta přestěhovala. V roce 2001 byla dokončena výstavba budovy univerzitní knihovny. V roce 2012 byla dokončena stavba výzkumného centra RTI.

## Studium
Na FST je možné studovat v bakalářském, magisterském i doktorském studijním programu ve formě prezenční (denní studium) a kombinované (dálkové studium).

### Bakalářský studijní program
Studium se řádně ukončuje státní závěrečnou zkouškou, jejíž součástí je obhajoba bakalářské práce. Absolventům studia v bakalářských studijních programech se uděluje akademický titul „bakalář“ (ve zkratce „Bc.“ uváděné před jménem). Fakulta má dva typy bakalářských studijních programů. Akademický bakalářský studijní program, který je v délce tří let, a profesní bakalářský studijní program, který je v délce čtyř let a celý jeden semestr stráví studenti na praxích ve firmách. U akademického bakalářského studijního programu jsou první dva ročníky studia pro všechny studenty společné a teprve ve 4. semestru se studenti formou konkurzu zapíší na zaměření na příslušné oborové katedře. Na této katedře pak studenti zpracují svoji závěrečnou bakalářskou práci. U profesního programu si svou specializaci vybírají při přihlášení.
- Název studijního programu: Strojní inženýrství (B2301)
- Standardní délka studia: 3 roky (možnost prodloužit na 4 roky)
- Forma studia: prezenční, kombinovaná
- Zaměření:
  - Stavba energetických strojů a zařízení (prezenční)
  - Strojírenské materiály a technologie (prezenční)
  - Průmyslové inženýrství a management (prezenční)
  - Strojírenská technologie – technologie obrábění (prezenční)
  - Konstruování strojů a technických zařízení (prezenční / kombinovaná)
  - Progresivní technologie a materiály (kombinovaná)

- Název studijního programu: Strojírenství
- Standardní délka studia: 4 roky (studenti si volí jednu ze specializací při podání přihlášky. Program zahrnuje praxi ve vybraných průmyslových podnicích po dobu zimního semestru  4. ročníku)
- Forma studia: prezenční
- Zaměření:
  - Specialista pro automotive praxi
  - Zabezpečování kvality
  - Programování NC strojů

### Navazující magisterský studijní program
Studium se řádně ukončuje státní závěrečnou zkouškou, jejíž součástí je obhajoba diplomové práce. Absolventům studia v magisterských studijních programech se uděluje akademický titul „inženýr“ (Ing.). Absolvent může po dvouleté praxi v oboru požádat na centrále FEANI v Bruselu o diplom s titulem EUR ING. Tím je mu uznána plná vysokoškolská kvalifikace pro práci v daném oboru v kterékoli zemi Evropské unie.
- Název studijního programu: Strojní inženýrství (N2301)
- Standardní délka studia: 2 roky (možnost prodloužit na 3 roky)
- Forma studia: prezenční, kombinovaná
- Zaměření:
  - Stavba energetických strojů a zařízení (prezenční)
  - Konstruování strojů a technických zařízení (prezenční, kombinovaná)
  - Obrábění, aditivní technologie a zabezpečování kvality (prezenční)
  - Materiálové inženýrství a výrobní technologie (prezenční, kombinovaná)
  - Průmyslové inženýrství a management (prezenční, kombinovaná)

### Doktorský studijní program
Absolventi navazujícího magisterského studijního programu mohou být přijati ke studiu do doktorského studijního programu. Standardní doba studia je 4 roky. Studium se řádně ukončuje obhajobou disertační práce, kterou se prokazuje schopnost a připravenost k samostatné činnosti v oblasti výzkumu nebo vývoje. Absolventům studia v doktorských studijních programech se uděluje akademický titul „doktor“ ve zkratce „Ph.D.“ uváděné za jménem.
- Název studijního programu: Doktorský studijní program (P2301)
- Standardní délka studia: 4 roky
- Forma studia: prezenční, kombinovaná
- Zaměření:
  - Průmyslové inženýrství a management
  - Teorie a stavba strojů
  - Strojírenské technologie a materiály

## Katedry a další pracoviště
- Katedra energetických strojů a zařízení (KKE)[2]
- Katedra konstruování strojů (KKS)[3]
- Katedra materiálu a strojírenské metalurgie (KKM)[4]
- Katedra průmyslového inženýrství a managementu (KPV)[5]
- Katedra technologie obrábění (KTO)[6]
- Regionální technologický institut (RTI)[7]

## Děkani
- Mř. Prof. Ing. Jan Bukovský, DCAe. (1961–1966)
- Prof. Ing. Miloslav Bartuška (1966–1969)
- Doc. Ing. Alexander Červený, CSc. (1970–1976)
- Prof. Ing. Miroslav Čapek, DrSc. (1976–1985)
- Prof. Ing. Josef Rosenberg, DrSc. (1985–1991)
- Doc. Ing. Petr Hofmann, CSc. (1991–1994)
- Prof. Ing. Jan Škopek, CSc. (1994–2000)
- Doc. Ing. Jan Horejc, Ph.D. (2000–2006)
- Doc. Ing. Jiří Staněk, CSc. (2006–2014)
- Doc. Ing. Milan Edl, Ph.D. (2014–2022)
- Doc. Ing. Vladimír Duchek, Ph.D. (2022–dosud)

## Galerie

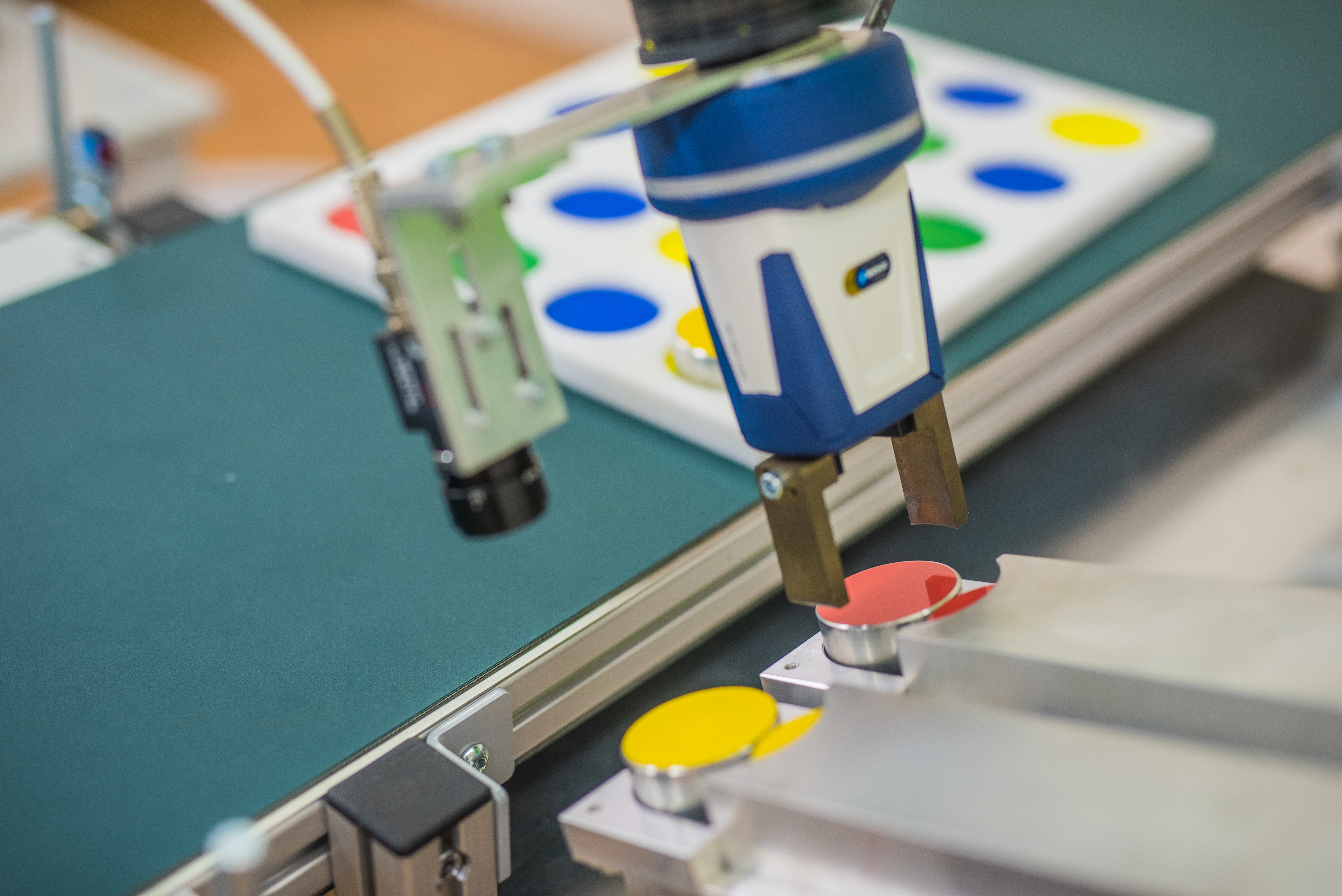
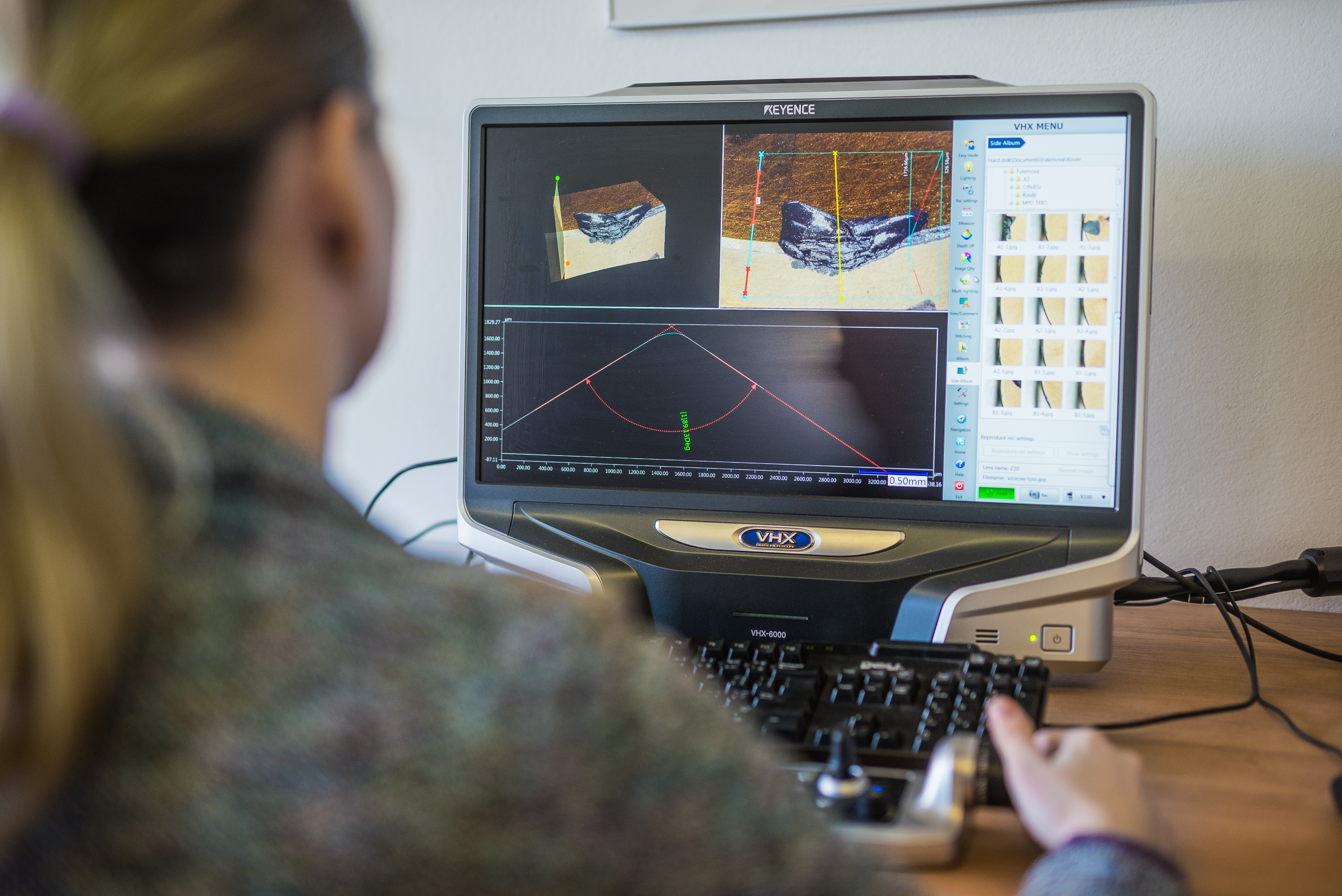
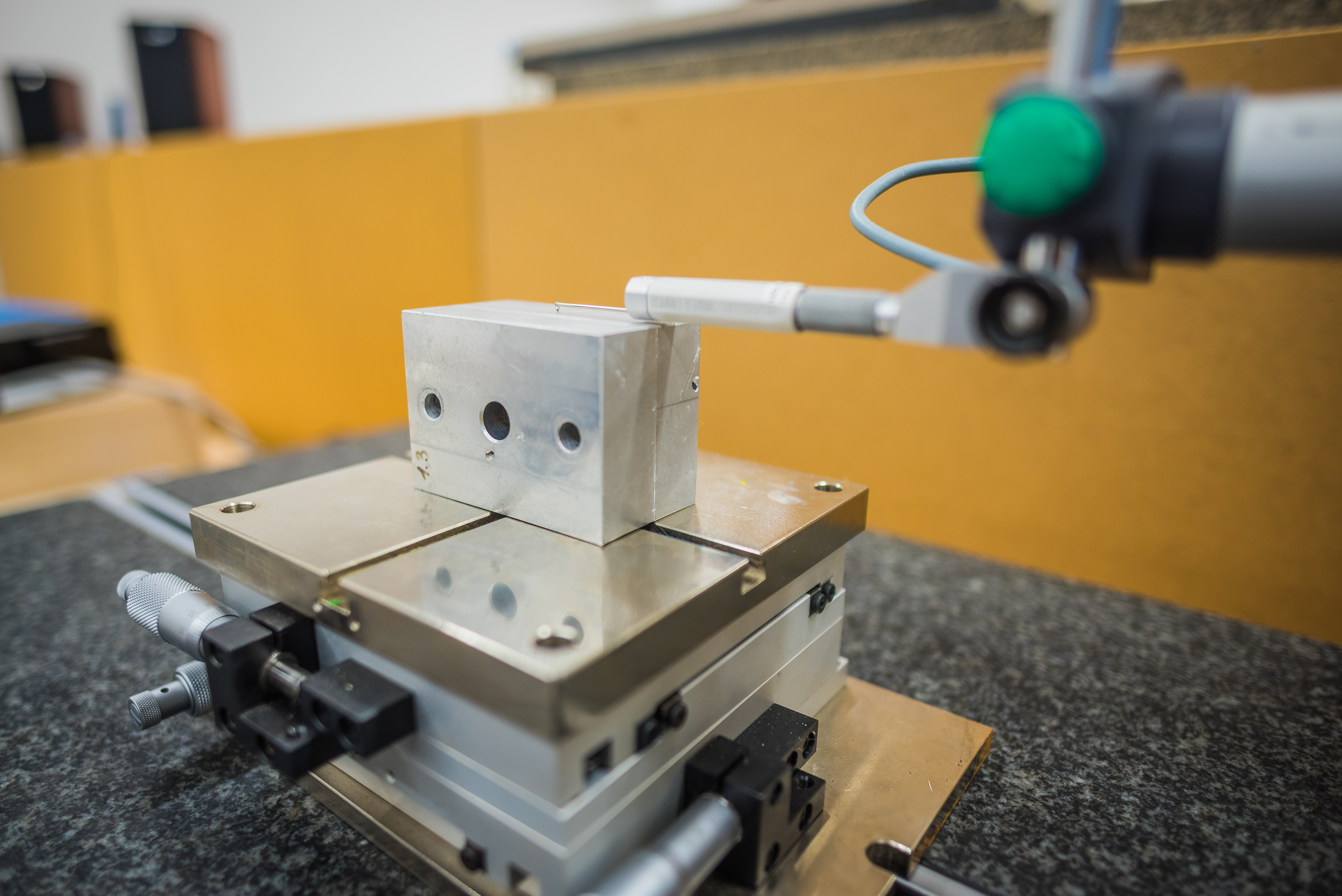
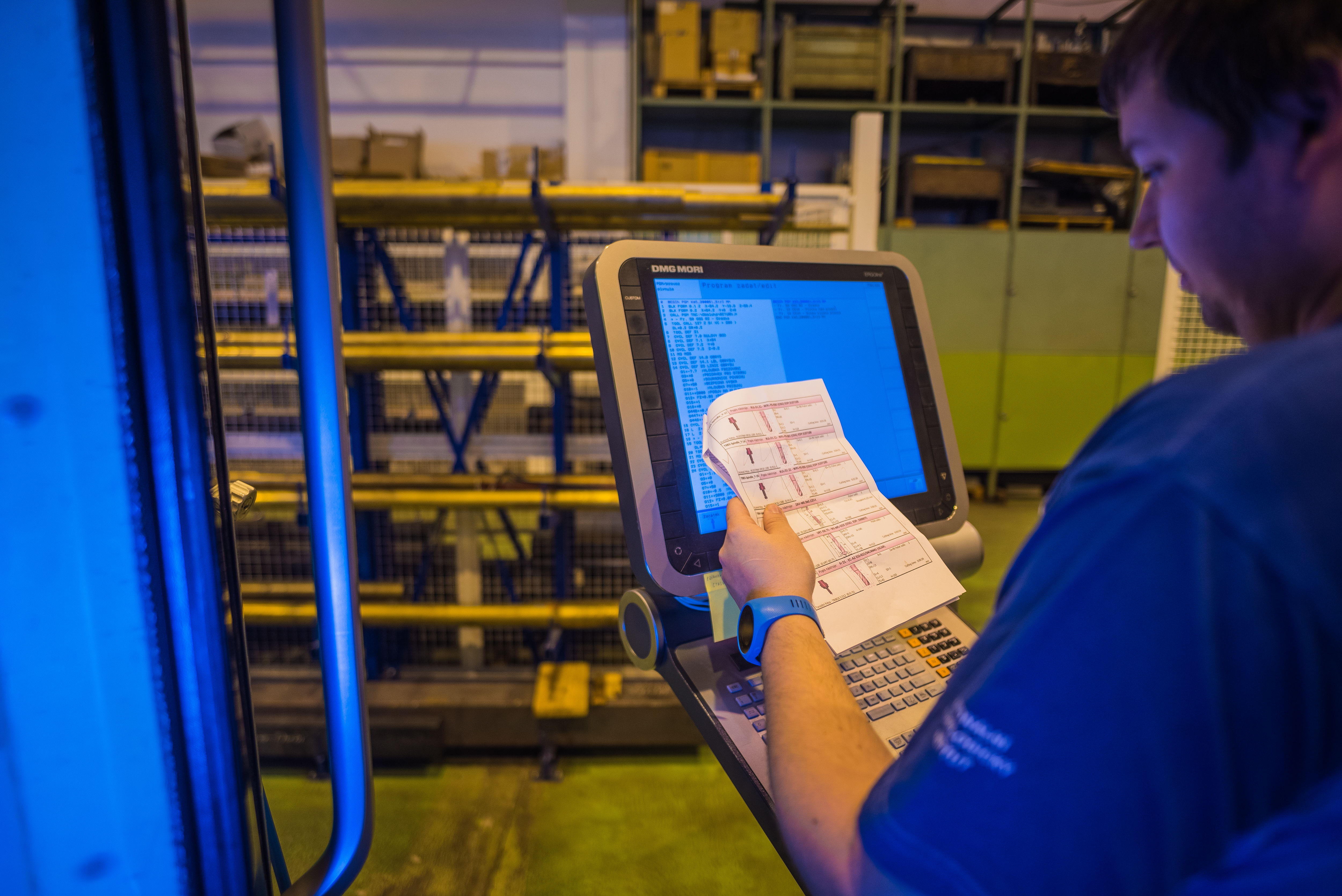
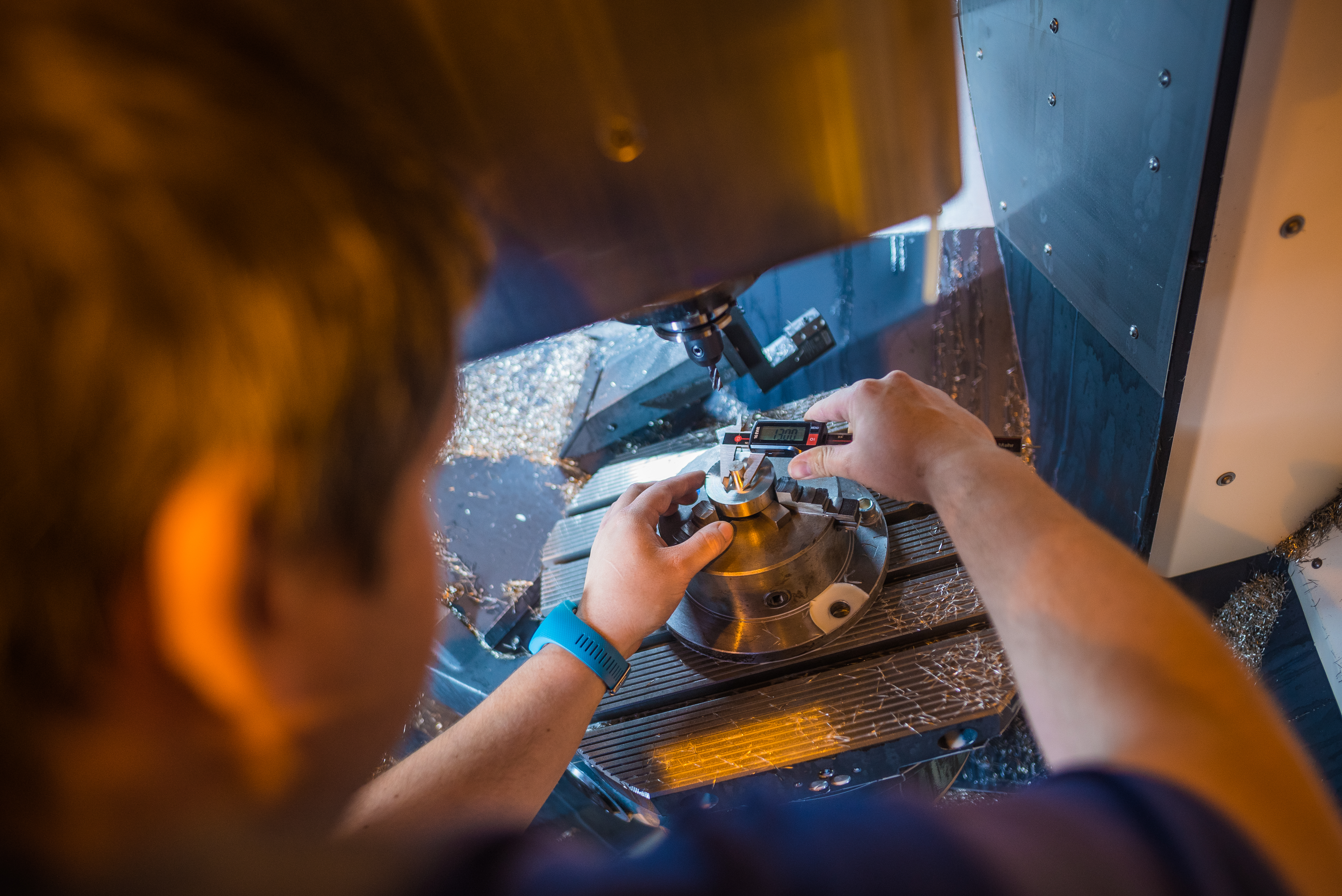

## Významní absolventi
- Josef Basl
- Daniel Černý
- Pavel Hojda
- Ludvík Kalma
- František Lambert
- Radim Mareš
- Jiří Papež
- Rostislav Senjuk
- Ivo Schwarz